# Белый Ключ (Татарстан)
Белый Ключ (тат. Ак Чишмә) — деревня в Мамадышском районе Татарстана. Входит в состав Верхнеошминского сельского поселения.

## География
Находится на реке Ошма, в 21 км к северо-западу от города Мамадыша.

## История
Основана в XVIII веке. До 1860-х годов жители относились к сословию государственных крестьян. Их основные занятия в этот период — земледелие (в начале XX века земельный надел сельской общины составлял 400 десятин) и скотоводство.
В «Списке населенных мест по сведениям 1859 года», изданном в 1866 году, населённый пункт упомянут как деревня Белый Ключь (Ак-Чишма) 2-го стана Мамадышского уезда Казанской губернии. Располагалась при речке Богодановке, на почтовом тракте из Мамадыша в Казань, в 17 верстах от уездного города Мамадыша и в 16 верстах от становой квартиры во казённой деревне Ахманова (Ишкеево). В деревне, в 24 дворах жили 167 человек (87 мужчин и 80 женщин), были мечеть и поташный завод.
В начале XX века здесь действовали 2 мелочные лавки.
До 1920 года деревня входила в Старо-Кумызанскую волость Мамадышского уезда Казанской губернии. С 1920 года в составе Мамадышского кантона ТАССР. С 10 августа 1930 года в Мамадышском районе.
В начале 1960-х годов деревня вошла в состав колхоза «Татарстан». В 1973 году колхоз «Татарстан» был реорганизован в совхоз «Ошминский», в 1994 году — в коллективное предприятие «Ошма», в 2002—2005 годах сельскохозяйственный производственный кооператив «Ошма».

## Население
| 1859 | 1897 | 1908 | 1920 | 1926 | 1938 | 1949 | 1958 | 1970 | 1979 | 1989 | 2002 | 2010 | 2017 |
| ---- | ---- | ---- | ---- | ---- | ---- | ---- | ---- | ---- | ---- | ---- | ---- | ---- | ---- |
| 167  | 210  | 240  | 281  | 305  | 299  | 246  | 151  | 166  | 121  | 67   | 56   | 54   | 44   |

Национальный состав села — татары.

## Экономика
Жители занимаются полеводством.